# Дітер Лукеш
Дітер Лукеш (нім. Diether Lukesch; 15 липня 1918, Відень — 28 лютого 2004, Генштедт-Ульцбург) — німецький льотчик-ас бомбардувальної авіації австрійського походження, гауптман люфтваффе. Кавалер Лицарського хреста Залізного хреста з дубовим листям.

## Біографія
Служив у ВПС Австрії. Після аншлюсу автоматично перейшов в люфтваффе. Після закінчення авіаційного училища зарахований в 76-у бомбардувальну ескадру, в якій провів майже всю Другу світову війну. Учасник Німецько-радянської війни і боїв на Середземномор'ї, воював у складі 7-ї ескадрильї своєї ескадри. Потопив 12 кораблів. З 1944 року командир 9-ї ескадрильї своєї ескадри. 27 лютого 1945 року призначений командиром 3-ї групи 1-ї навчальної бомбардувальної ескадри, дислокованої в Данії. Командував цією групою до капітуляції в травні 1945 року. Всього за час бойових дій здійснив 430 бойових вильотів. Після закінчення війни працював пілотом «Люфтганзи», капітан реактивного літака «Боїнг 707». 1 серпня 1973 року вийшов на пенсію.

## Нагороди
- Комбінований Знак Пілот-Спостерігач
- Залізний хрест
  - 2-го класу (15 червня 1941)
  - 1-го класу (20 липня 1941)
- Почесний Кубок Люфтваффе (8 грудня 1981)
- Лицарський хрест Залізного хреста з дубовим листям
  - лицарський хрест (20 грудня 1941)
  - дубове листя (№620; 10 жовтня 1944)
- Нагрудний знак «За поранення» в чорному
- Медаль «За зимову кампанію на Сході 1941/42»
- Німецький хрест в золоті (23 грудня 1942)
- Авіаційна планка бомбардувальника в золоті